# مجلة سرطان الثدي
مجلة سرطان الثدي هي مجلة طبية أمريكية تمت مراجعتها وتم إنشائها في عام 2000 ونشرت من قبل السِفيَر وهي تغطي جميع المجالات المتعلقة بسرطان الثدي.